# 阿根廷南美航空
阿根廷南美航空是一間總部位於阿根廷首都布宜諾斯艾利斯的航空公司，為南美航空集團屬下的航空公司，提供定期國內航班來往阿根廷、智利、美國等6個美洲國家。航空公司的基地是在布宜諾斯艾利斯的豪爾赫紐伯瑞機場與埃塞薩皮斯塔里尼部長國際機場。

## 歷史

### 2000航空时期
在成為智利國家航空的一部分前，此航空公司的名稱為2000航空（英語：Aero 2000）。

### 智利国家航空时期
在2007年4月1日，航空公司成為了智利國家航空的一部分，並改名為LAN阿根廷航空。航空公司是由智利國家航空（49%）與阿根廷投資者（51%）所擁有。

### 南美航空时期以及以新形象开始运营
2015年8月6日，LAN及巴西天马航空的母公司——南美航空集团将旗下两大公司的运营整合在一个统一的品牌——南美航空下运营，同时公布了公司新的标志；而南美航空的新标志代表了一种风格化的南美洲大陆，颜色则以靛蓝和珊瑚色作为新标志的主要色彩，公司名称以白色粗体字显示。靛蓝是介于红色和蓝色之间，而红色和蓝色正是天马航空和智利国家航空的主要色彩。珊瑚色象征着新品牌的两大本质属性：活力和激情。整个机队的推广以及员工制服、机场的品牌更换等则需要约3年的时间。短期内天马航空及智利国家航空仍将以独立的公司进行运营。
随着南美航空成立，原LAN航空位于阿根廷的分公司2000航空正式脱离LAN航空并单独以阿根廷南美航空的身份开始运营。
2019年9月27日，隨著達美航空向南美航空注資，阿根廷南美航空宣佈退出寰宇一家。
2020年6月17日，母公司南美航空集團宣布將停止子公司阿根廷南美航空的運營，飛機歸還租賃公司，並立即遣散所有員工。

## 機隊
在2014年1月，阿根廷南美航空有以下機隊:

## 外部連結
- 官方网站